# Ilić
Ilić je 144. najbolj pogost priimek v Sloveniji, ki ga je po podatkih Statističnega urada Republike Slovenije na dan 31. decembra 2007 uporabljalo 1.078 oseb.

## Znani nosilci priimka v Sloveniji
- Branko Ilić (*1983), slovenski nogometaš
- Jana Ratkai-Ilić, slovenska filozofinja in sociologinja
- Radomir Ilić (*1945), metalurg, univ. prof.
- Vladimir Ilić, policijski inšpektor

## Znani tuji nosilci priimka
- Boža Ilić (1919–1993), srbski slikar
- Dragutin Ilić (1858–1926), srbski pisatelj
- Đorđe Ilić (1920–2010), srbski slikar
- Jovan Ilić (1824–1901), srbski pesnik
- Luka Ilić-Oriovčanin (1817–1878), slavonski pisatelj
- Mihajlo Ilić (1855–1905), srbski zdravnik in politik
- Mihailo Ilić (1855–1905), srbski pravnik
- Milan Ilić-Čiča (1886–1942), srbski komunist in narodni heroj
- Milica Ilić-Dajović (1918–2000), srbska matematičarka
- Ljubo Ilić (1905–1994), srbski general
- Stevo Ilić (1922–2013), hrvaški general
- Vladimir Ilić (*1998), črnogorski nogometaš
- Vojislav Ilić (1862–1894), srbski pesnik
- Vojislav Ilić mlajši (1877–1944), srbski pesnik
- Vojislav Ilić (1911–1999), srbski dirigent in skladatelj